# Sicyonia olgae
Sicyonia olgae är en kräftdjursart som beskrevs av Isabel Perez Farfante 1980. Sicyonia olgae ingår i släktet Sicyonia och familjen Sicyoniidae. Inga underarter finns listade i Catalogue of Life.